# Topilne, Rojîșce
Topilne (în ucraineană Топільне) este localitatea de reședință a comunei Topilne din raionul Rojîșce, regiunea Volînia, Ucraina.

## Demografie
Componența lingvistică a localității Topilne
     Ucraineană (98,85%)
     Alte limbi (0,93%)
Conform recensământului din 2001, majoritatea populației localității Topilne era vorbitoare de ucraineană (98,85%), existând în minoritate și vorbitori de alte limbi.